# Згрополци
Згрополци (мкд. Згрополци) су насеље у Северној Македонији, у средишњем делу државе. Згропољци управно припадају општини Градско.

## Географија
Згрополци су смештени у средишњем делу Северне Македоније. Од најближег већег града, Велеса, насеље је удаљено 12 km јужно.
Рељеф: Насеље Згрополци се налази у историјској области Повардарје. Село је положено у долини Вардара. Западно од насеља уздиже се планина Клепа. Насеље је положено на приближно 160 метара надморске висине. 
Месна клима је измењена континентална са значајним утицајем Егејског мора (жарка лета).

## Становништво
Згрополци су према последњем попису из 2002. године били без становника. 
Становништво у насељу чинили су етнички Македонци и Турци.
Претежне вероисповести месног становништва биле су православље и ислам.